# Kümmertshausen
Kümmertshausen ist eine Ortschaft in der Gemeinde Erlen im Schweizer Kanton Thurgau. Das abseits der Verkehrswege nordwestlich von Amriswil gelegene Bauerndorf mit Kratz, Pulvershaus und Unter-Löwenhaus war 1803 bis 1994 eine Ortsgemeinde der Munizipalgemeinde Erlen.

## Geschichte

Kümmertshausen (vorne in der Mitte) im Jahr 1958, im Hintergrund der Bodensee

Kümmertshausen wurde 774 (früher nahm man fälschlicherweise 771 als Ausstellungsjahr der Urkunde an. Das Datierungsproblem betrifft auch zahlreiche weitere Urkunden aus dieser Zeit) als Chuniberteswilari und 1245 als Cuonbrechsus erwähnt. Die Vogtei Kümmertshausen war im Spätmittelalter in der Hand von Konstanzer Bürgern. 1471 verkaufte der bischöfliche Hofmeister von Konstanz Hans Lanz von Liebenfels der Fürstabtei St. Gallen die Vogteien Kümmertshausen und Sommeri. Bis 1798 war Kümmertshausen Teil des Malefizgerichts Sommeri, während Kratz zur Herrschaft Oberaach und Unter-Löwenhaus zum Gericht Hefenhofen gehörte. Kümmertshausen, das reformiert wurde, war stets nach Sommeri kirchgenössig.
Bis zu Beginn des 19. Jahrhunderts herrschte Acker- und Obstbau vor, später dominierte die Vieh- und Milchwirtschaft; 1862 ist eine Käserei erwähnt. 1830 gediehen die Kattun- und Leinwandweberei. Zwei Stickereien mit 26 Beschäftigten im Jahr 1878 brachten einen kurzen Aufschwung. Um 1980 entstanden Überbauungen am westlichen und östlichen Dorfrand.
Am 1. Januar 1995 fusionierte Kümmertshausen mit den Ortsgemeinden Buchackern, Engishofen, Ennetaach, Erlen und der von der Munizipalgemeinde Sulgen abgetrennten Ortsgemeinde Riedt zur politischen Gemeinde Erlen.

## Bevölkerung
| Jahr         | 1850  | 1900  | 1950  | 1990  | 2000  | 2010  | 2018  | 2023  |
| Ortsgemeinde | 268   | 222   | 243   | 241   |       |       |       |       |
| Ortschaft    |       |       |       |       | 162   | 238   | 266   | 268   |
| Quelle       | [ 4 ] | [ 4 ] | [ 4 ] | [ 4 ] | [ 6 ] | [ 7 ] | [ 2 ] | [ 8 ] |

|  |

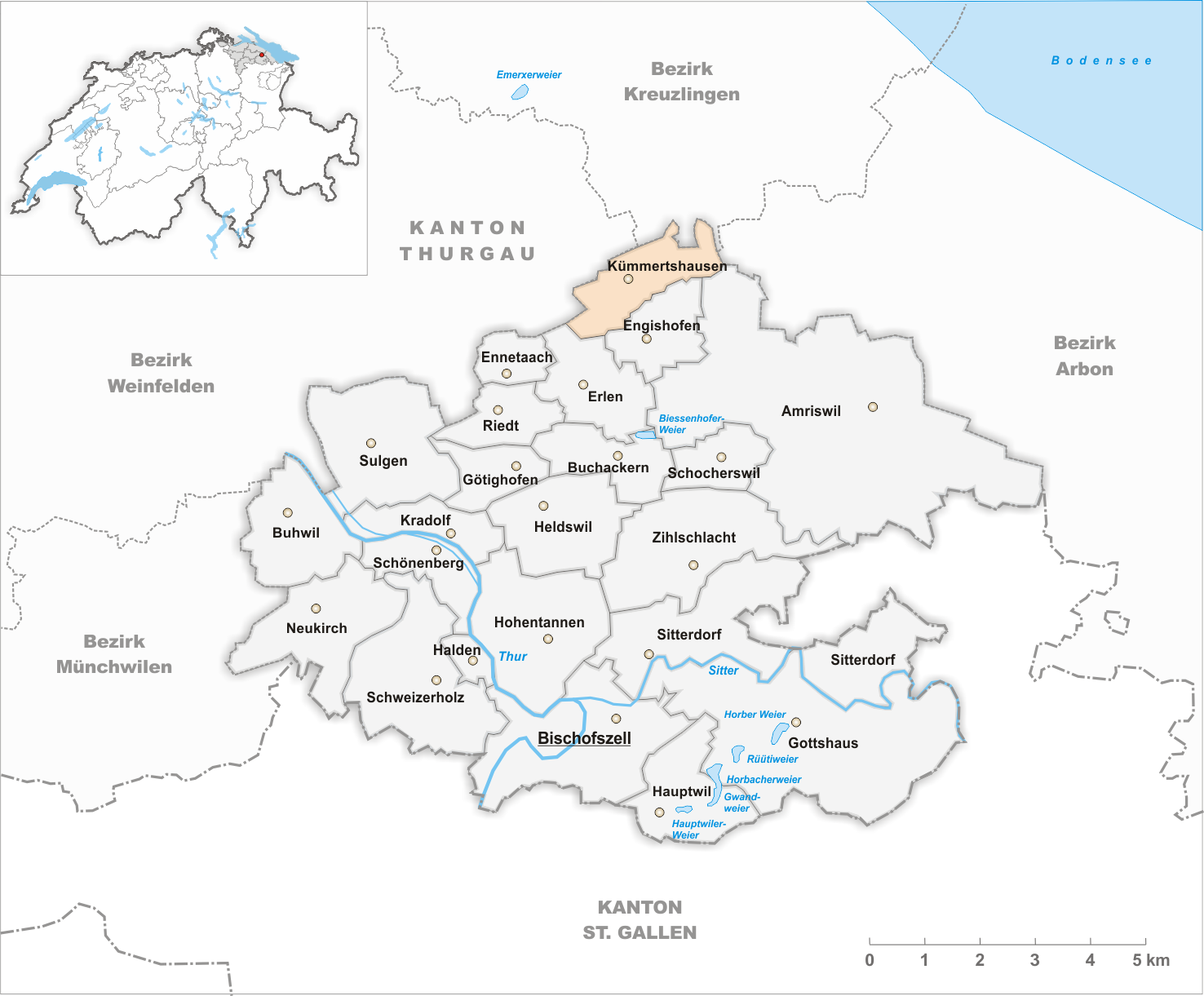
Gemeindestand vor der Fusion im Jahr 1995

Von den insgesamt 268 Einwohnern der Ortschaft Kümmertshausen am 31. Dezember 2023 waren 40 bzw. 14,9 % ausländische Staatsbürger. 127 (47,4 %) waren evangelisch-reformiert und 34 (12,7 %) römisch-katholisch.